# Palos de la Frontera
Palos de la Frontera er en by og kommune i det sydvestlige Spanien i provinsen Huelva. Den har et indbyggertal på 12.663 (2024) indbyggere.